# Mohamed Hardi
Mohamed Hardi, né le 16 mars 1943 à Tébessa et assassiné le 4 mai 1996 à Oued Smar (Alger), était un homme politique algérien.

## Biographie
Ancien cadre supérieur de la Société Nationale de Sidérurgie (SNS) et du Ministère de l'industrie, il occupe à 34 ans le poste de secrétaire général du Ministère de l'information et de la culture avant d'entamer une carrière de consultant international au sein des Nations unies avant d'être nommé ministre de l'intérieur aux lendemains de l'assassinat du président Mohamed Boudiaf en juillet 1992. Il sera lui-même assassiné le 4 mai 1996 à Oued Smar. La presse nationale algérienne a salué son courage face à ses assassins. Connu pour ses opinions nationales et internationales, une foule nombreuse lui a rendu hommage lors de son enterrement le 6 mai 1996 au cimetière El Alia.

### Carrière dans l'administration algérienne
- 1977-1981, Secrétaire Général du ministère de l'information et de la culture;
- 1981-1992. Haut fonctionnaire des Nations unies (CCI, ONUDI, UNESCO, etc.);

- 1992-1993, Ministre de l'Intérieur et des Collectivités locales.

## Postérité
- La promotion 2008 de l'École Nationale d'Administration porte son nom[1].
- Un lycée à Tébessa porte son nom
- L'office du bac de Batna porte son nom
- Un centre de formation professionnel à Ain Sefra porte son nom
- Une résidence à Alger porte son nom